# Seznam měst na Antigui a Barbudě
Toto je seznam měst na Antigui a Barbudě.
Zdaleka největším městem na Antigui a Barbudě je Saint John's, kde v roce 2001 žilo 22 634 obyvatel, což představuje asi 30% obyvatelstva celé země.
V následující tabulce jsou uvedena města nad 700 obyvatel, výsledky sčítání obyvatelstva z 28. května 1991 a 28. května 2001 a správní jednotky (obce (parishes) a dependence), do nichž města náleží. Města jsou seřazena podle velikosti.
| Města na Antigui a Barbudě | Města na Antigui a Barbudě | Města na Antigui a Barbudě | Města na Antigui a Barbudě | Města na Antigui a Barbudě | Města na Antigui a Barbudě |
| Pořadí                     | Město                      | sčítání v roce 1991        | sčítání v roce 2001        | Správní jednotka           |                            |
| -------------------------- | -------------------------- | -------------------------- | -------------------------- | -------------------------- | -------------------------- |
| 1.                         | Saint John's               | 22 342                     | 22 634                     | Saint John                 |                            |
| 2.                         | All Saints                 | 2 230                      | 3 412                      | Saint John                 |                            |
| 3.                         | Liberta                    | 1 473                      | 2 239                      | Saint Paul                 |                            |
| 4.                         | Potters Village            | 1 265                      | 2 067                      | Saint John                 |                            |
| 5.                         | Bolands                    | 1 447                      | 1 785                      | Saint Mary                 |                            |
| 6.                         | Swetes                     | n/a                        | 1 573                      | Saint Paul                 |                            |
| 7.                         | Seaview Farm               | n/a                        | 1 486                      | Saint George               |                            |
| 8.                         | Pigotts                    | n/a                        | 1 363                      | Saint George               |                            |
| 9.                         | Parham                     | 1 171                      | 1 276                      | Saint Peter                |                            |
| 10.                        | Clare Hall                 | n/a                        | 1 273                      | Saint John                 |                            |
| 11.                        | Willikies                  | 1 042                      | 1 118                      | Saint Philip               |                            |
| 12.                        | Bendals                    | n/a                        | 1 066                      | Saint John                 |                            |
| 13.                        | Old Road                   | n/a                        | 992                        | Saint Mary                 |                            |
| 14.                        | Barnes Hill                | n/a                        | 990                        | Saint George               |                            |
| 15.                        | Codrington                 | 814                        | 980                        | Barbuda                    |                            |
| 16.                        | New Winthropes             | n/a                        | 939                        | Saint George               |                            |
| 17.                        | Jennings                   | n/a                        | 900                        | Saint Mary                 |                            |
| 18.                        | Cedar Grove                | n/a                        | 814                        | Saint John                 |                            |
| 19.                        | Urlings                    | n/a                        | 778                        | Saint Mary                 |                            |
| 20.                        | English Harbour            | 614                        | 759                        | Saint Paul                 |                            |
| 21.                        | Freemans Village           | n/a                        | 745                        | Saint Peter                |                            |